# Ana Moreira

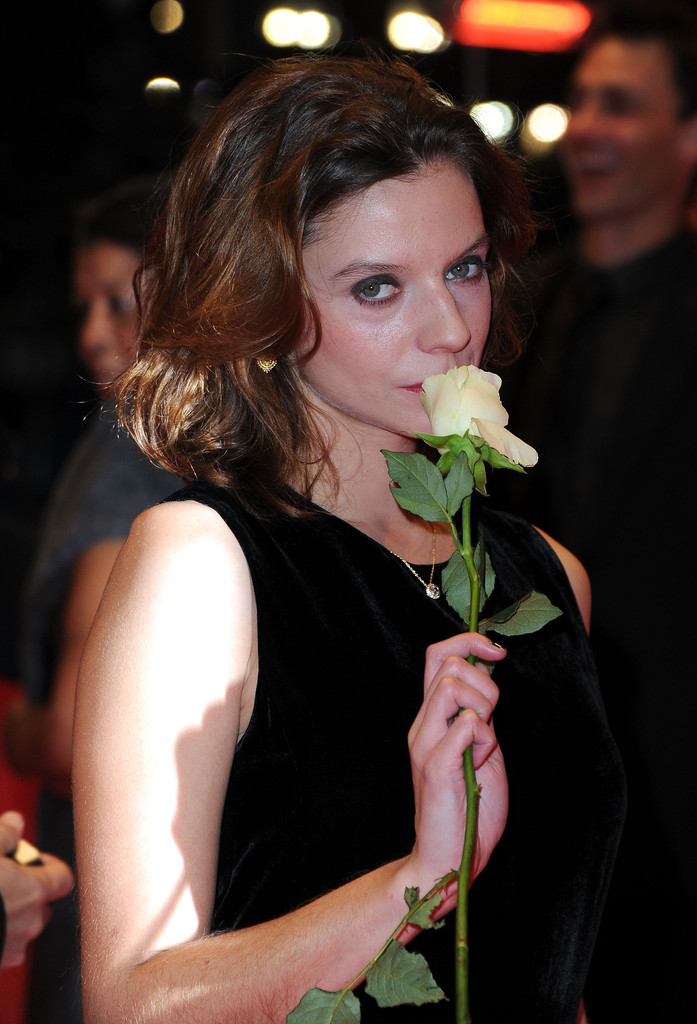
Ana Moreira bei der Weltpremiere des Films Tabu – Eine Geschichte von Liebe und Schuld auf der Berlinale 2012.

Ana Moreira, auch Anabela Moreira, (* 13. Februar 1980 in Lissabon) ist eine portugiesische Filmschauspielerin.

## Werdegang
Noch als Schülerin spielte sie erstmals in einer Fernsehsendung. Sie brach ihr Grafikdesign-Studium ab, um sich ganz der Schauspielerei zu widmen, beginnend mit einer Rolle im Kurzfilm Primavera. Mit 18 drehte sie ihren ersten Langfilm, Os Mutantes – Kinder der Nacht, der im Wettbewerb beim Filmfestival von Cannes lief und für den sie bei den Festivals von Bastia, Santa Maria da Feira und Taormina erste Preise für ihre Darstellung gewann. Auf der Berlinale 1999 wurde sie in der Folge als „Shooting Star“ ausgezeichnet.
Für den Film Transe und ihre Rolle einer Russin, die Opfer von Frauenhandel und Zwangsprostitution wird, erhielt sie Lob der Kritik, ebenso für ihre Mehrfachrolle (u. a. als Sissi auf Madeira) in der Literaturverfilmung A Corte do Norte (nach einem Roman von Agustina Bessa-Luís). Sie wurde dafür 2010 mit dem „Globo de Ouro“, dem bekanntesten Filmpreis Portugals, ausgezeichnet.
Zwar ohne Schauspielausbildung, erhielt sie doch stetig neue, verschieden angelegte Filmrollen und drehte mit einigen der wichtigsten portugiesischen Regisseuren (wie João Botelho, Teresa Villaverde oder José Fonseca e Costa), in nationalen und internationalen Produktionen. Auch für verschiedene Fernsehserien stand sie vor der Kamera. Besonders durch ihre Rollen im Mehrteiler Pedro e Inês (RTP, 2005) und der Telenovela Olhos nos Olhos (TVI, 2009) wurde sie einem größeren Publikum in Portugal bekannt.
Sie spricht mehrere Fremdsprachen, darunter Italienisch, Spanisch und Russisch.

## Filmografie
- 1997: Primavera (P) R: João Tuna -Kurzfilm-
- 1998: Os Mutantes – Kinder der Nacht (P/FR) R: Teresa Villaverde
- 2000: Tarde Demais (P) R: José Nascimento
- 2001: As Regras da Atracção (P) R: Jorge Cramez
- 2001: Água e Sal (P/I) R: Teresa Villaverde
- 2001: Rasganço (P/FR) R: Raquel Freire
- 2002: Emprestas-me os Teus Olhos (P) R: António Carlos Pinto -Kurzfilm-
- 2002: Venus Velvet (P) R: Jorge Cramez
- 2003: O Fascínio (P) R: José Fonseca e Costa
- 2004: O Estratagema do Amor (P) R: Ricardo Aibéo -Kurzfilm-
- 2004: Adriana (P) R: Margarida Gil
- 2005: Nunca Estou Onde Pensas Que Estou (P) R: Jorge Cramez -Kurzfilm-
- 2005: Los nombres de Alicia (E) R: Pilar Ruiz-Gutiérrez
- 2006: Transe (P/I/RU/FR) R: Teresa Villaverde
- 2007: Agora Tu (P) R: Jeanne Waltz
- 2007: O Capacete Dourado (P) R: Jorge Cramez
- 2008: Fevereiro (P) R: Francisco Pinhão Botelho
- 2008: Um Amor de Perdição (P) R: Mário Barroso
- 2008: A Corte do Norte (P) R: João Botelho
- 2009: O Caçador (P) R: Joana Linda
- 2009: Too Many Daddies, Mommies and Babies (P) R: Gabriel Abrantes
- 2009: A Religiosa Portuguesa (P/F) R: Eugène Green
- 2009: Histórias de Alice (P/BR) R: Oswaldo Caldeira
- 2010: Filme do Desassossego (P) R: João Botelho
- 2011: Boudoir (P) R: Joana Linda -Kurzfilm-
- 2011: A Parideira (P) R: José Miguel Moreira -Kurzfilm-
- 2011: Quinze Pontos na Alma (P) R: Vicente Alves do Ó
- 2011: A Espiral da Morte dos Operários-Formiga (P) R: Ana Cabaça, Francisca Marvão -Kurzfilm-
- 2012: Tabu – Eine Geschichte von Liebe und Schuld (P/BR/D/F) R: Miguel Gomes
- 2013: Al Fachada (P) R: Duarte Cascais Lopes
- 2014: Os Maias: Cenas da Vida Romântica (P/BR) R: João Botelho
- 2014: Salomé (P) R: Sofia Beirão -Kurzfilm-
- 2014: Rosa (UK) R: Francisco Durão -Kurzfilm-
- 2016: Ubi Sunt (P) R: Salomé Lamas -Kurzfilm-
- 2017: Amor Amor (P) R: Jorge Cramez
- 2018: Lovers on Borders (J) R: Atsushi Funahashi
- 2020: A Arte de Morrer Longe (P) R: Júlio Alves
- 2021: Sombra (P) R: Bruno Gascon
- 2021: Amantes na Fronteira (TV-Mehrteiler)
- 2021: Hotel Royal (P) R: Salomé Lamas -Kurzfilm-
- 2021: Cassandra (P) auch Drehbuch und Regie (TV-Mehrteiler)
- 2022: Nunca Nada Aconteceu (P) R: Gonçalo Galvão Teles
- 2022: Sombra – uma mãe sabe (P) R: Bruno Gascon (Miniserie, 4 Folgen)
- 2023: Cassandra (P) auch Regie (Fernsehserie, Folge 1x03)